# 14th Street-broarna
14th Street-broarna är beteckningen på fem parallella broar – tre fyrfiliga vägbroar och två järnvägsbroar – över Potomacfloden i Washington, D.C. i USA. Broarna byggdes mellan 1904 och 1962. Dessförinnan hade det funnits träbroar på platsen ända sedan 1809.

## Fem broar
De fem nuvarande broarna byggdes mellan 1904 och 1982. Från väster till öster – uppströms till nedströms – har broarna namn enligt nedanstående listning.

### George Mason Memorial Bridge
George Mason Memorial Bridge är en motorvägsbro för sydgående fordonstrafik samt gång- och cykeltrafik. Bron, som är uppkallad efter advokaten George Mason som skrev USA:s konstitution, invigdes den 26 januari 1962.

### Rochambeau Bridge
Rochambeau Bridge är en dubbelriktad motorvägsbro, uppkallad efter den franske generalen Rochambeau som stred tillsammans med George Washington under amerikanska frihetskriget. Den byggdes år 1971 och fick sitt namn år 1985.

### Arland D. Williams Memorial Bridge
Arland D. Williams Memorial Bridge, ursprungligen Rochambeau Bridge, är en motorvägsbro för nordgående biltrafik som byggdes år 1950. Bron har haft flera namn och fick sitt nuvarande namn till minne av Arland D. Williams Jr. som räddade flera passagerare från Air Florida Flight 90 innan han själv drunknade. Fram till 1975, när bron lades om, inkluderade den en klaffbro.

### Charles R. Fenwick Bridge
Charles R. Fenwick Bridge är en järnvägsbro, uppkallad efter senator Charles R. Fenwick som utvecklade kollektivtrafiken i Washington. Den invigdes år 1983 och trafikeras av den gula linjen på Washingtons tunnelbana.

### Long Bridge
Long Bridge är en järnvägsbro av stål som byggdes år 1904 och renoverades år 1943. Bron, som var den första stora bron över floden, trafikeras av CSX, Amtrak och Virginia Railway Express. Bron har 13 brospann. En del av bron är en svängbro, som fram till 1969 vid behov öppnades för att släppa förbi fartyg.
Den nuvarande bron ersatte 1904 den dåvarande Long Bridge, en träbro över Potomac byggd 1863 cirka 50 meter längre uppströms. Den ersatte i sin tur den ursprungliga Long Bridge, en äldre träbro byggd efter kongressbeslut 1809 och som var i bruk fram till amerikanska inbördeskriget. Denna ursprungliga träbro brändes av amerikanerna när de flydde från britterna under 1812–1815 års krig, reparerades men skadades åter 1831.

## Övrig historik
Den 13 januari 1982 träffades den dåvarande Rochambeau Bridge av en Boeing 737 från Air Florida som störtade strax efter starten från Washington National Airport. Fyra personer på bron och 74 ombord på flygplanet dödades. Efter repararation av bron döptes den om till Arland D. Williams Jr. Memorial Bridge, till minne av passageraren med samma namn. Brons gamla namn övertogs av en av de andra broarna.